# Terroranschlag auf den Ravidass-Tempel in Wien
Beim Terroranschlag auf den Ravidass-Tempel in Wien am Sonntag, den 24. Mai 2009, wurden mehrere Personen im Guru-Ravidass-Gurdwara in Wien, Österreich, von sechs mit Messern und Gewehren bewaffneten Männern angegriffen. Zwei der Opfer waren Führer der sozio-religiösen Organisation Dera Sach Khand, die in Wien zu Besuch waren: Niranjan Dass (68 Jahre) und Ramanand Dass (57 Jahre), der mehrere Schusswunden erlitt und am nächsten Tag im Krankenhaus starb. Mindestens 15 weitere Personen wurden verletzt, darunter vier der Angreifer, die schließlich von anderen Gläubigen überwältigt werden konnten.
Der Vorfall wurde als Terroranschlag von Sikh-Fundamentalisten beschrieben und löste in ganz Nordindien Unruhen aus. Die Khalistan Zindabad Force übernahm angeblich die Verantwortung für den Anschlag in einer E-Mail an einen Radiosender in Southall, London. In einer weiteren, später auftauchenden E-Mail bestritt die Gruppe jegliche Beteiligung. Die Fälschung des Briefkopfs sowie eine handschriftliche Änderung des Datums ließen Zweifel an der Echtheit des zweiten Dokuments aufkommen. Die Besucher der Gurdwara sollen außerdem vor der Möglichkeit gewaltvoller Angriffe gewarnt worden sein.

## Verhaftung und Gerichtsverfahren
Einer der sechs im Zusammenhang mit dem Angriff festgenommenen Verdächtigen wurde mangels Beweisen freigelassen. Vier der sechs Täter waren nichtansässige Asylwerber aus Indien, die in Österreich lebten und als Satwinder Singh, 28, Jaspal Singh, 34, Tasum Singh, 45, und Sukhwinder Singh, 28, identifiziert wurden. Die beiden anderen Angreifer waren laut Angaben der Behörden Hardeep Singh, 33, und der illegal nach Österreich eingereiste Charnjit Singh, 24. Amritpal Singh, ein 26-jähriger Sikh indischer Herkunft, wurde nach einem Feuergefecht mit Einheiten der österreichischen Polizei festgenommen, die bei der Untersuchung des Mordes seine Wohnung stürmten.
Das Gericht befand den Hauptangeklagten Jaspal Singh für schuldig, Ramanand Dass erschossen zu haben, und verurteilte ihn zu einer lebenslangen Haftstrafe wegen versuchten Mordes. Vier Männer wurden wegen Beihilfe zu 17 bis 18 Jahren Haft verurteilt. Ein weiterer Täter wurde der versuchten Nötigung für schuldig befunden und erhielt eine sechsmonatige Haftstrafe. Die Staatsanwaltschaft behauptete, einige der Männer seien von Barcelona nach Wien gereist, um ihr Verbrechen zu begehen.